# Netelia parva
Netelia parva är en stekelart som först beskrevs av Gyöö Viktor Szépligeti 1908.  Netelia parva ingår i släktet Netelia och familjen brokparasitsteklar. Inga underarter finns listade i Catalogue of Life.